# Tatce
Tatce település Csehországban, a Kolíni járásban. Tatce Chotutice, Pečky, Klučov, Milčice és Hořany településekkel határos. Lakosainak száma 674 fő (2024. január 1.).

## Népesség
A település lakosságának változását az alábbi diagram mutatja:
| Lakosok száma | 702  | 787  | 772  | 597  | 585  | 552  | 639  | 650  | 653  | 674  |
|               | 1869 | 1890 | 1921 | 1950 | 1980 | 2001 | 2017 | 2019 | 2022 | 2024 |